# Bartolomeo Fumo

Summa aurea, 1578
(Fondazione Mansutti, Milano).

Bartolomeo Fumo (... – 1545) è stato un giurista italiano.

## Biografia
Nato in un piccolo borgo a poca distanza da Piacenza, entrò prima nell'ordine dei domenicani e fu poi nominato inquisitore generale nelle città di Piacenza e Crema. I suoi scritti riguardano soprattutto la saggistica scientifica e la poesia in lingua latina. La sua opera più rilevante è la Summa aurea, edita a Venezia nel 1549 e ristampata in più occasioni, fino alla prima traduzione italiana a Lione curata da Remigio Nannini. Il librò è un commentario di diritto canonico, in cui si inserisce anche un approfondimento sul cambio.